# Peitoví
El peitoví o peitaví és una varietat del peitoví-saintongès, llengua d'oïl de la família de les llengües romàniques parlada a l'antiga regió francesa del Poitou, als departaments de la Vendée, Deux-Sèvres (llevat el nord del Thouarsès), la Viena (llevat algunes comunes occitanes del sud i el Nord-Loudunès), el Sud del Loira Atlàntic (país de Retz), i el nord-oest de la Charente (Ruffécois, i la zona d'oïl del Confolentès: Le Bouchage i part de Pleuvila), l'extrem nord del Charente Marítim (illa de Ré, nord de l'Aunis regions de Loulay i d'Aulnay), així com algunes comunes de l'extrem sud-oest de l'Indre (entre Le Blanc, Bélâbre i Argenton-sur-Creuse).

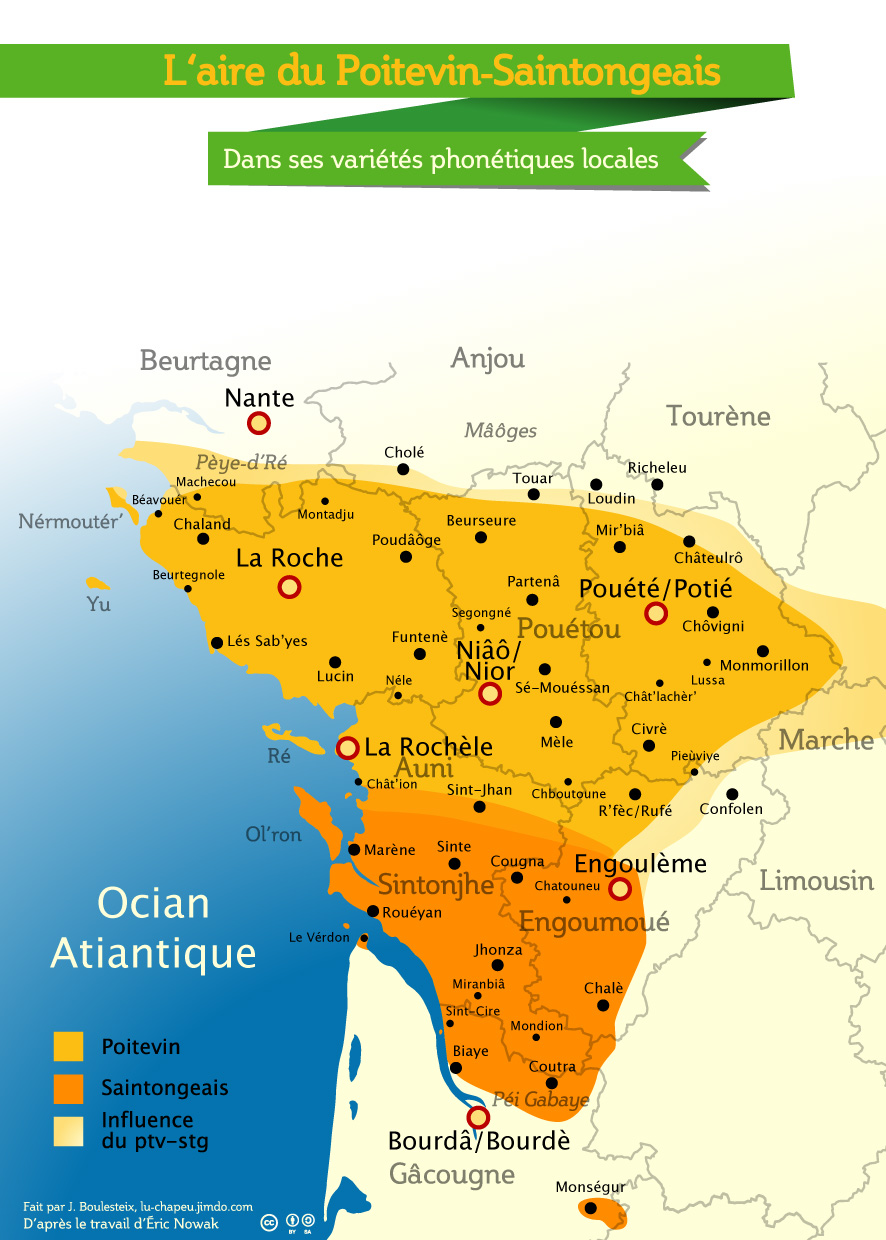
El peitoví i el espaci linguistic peitoví-saintongès (fonetic)

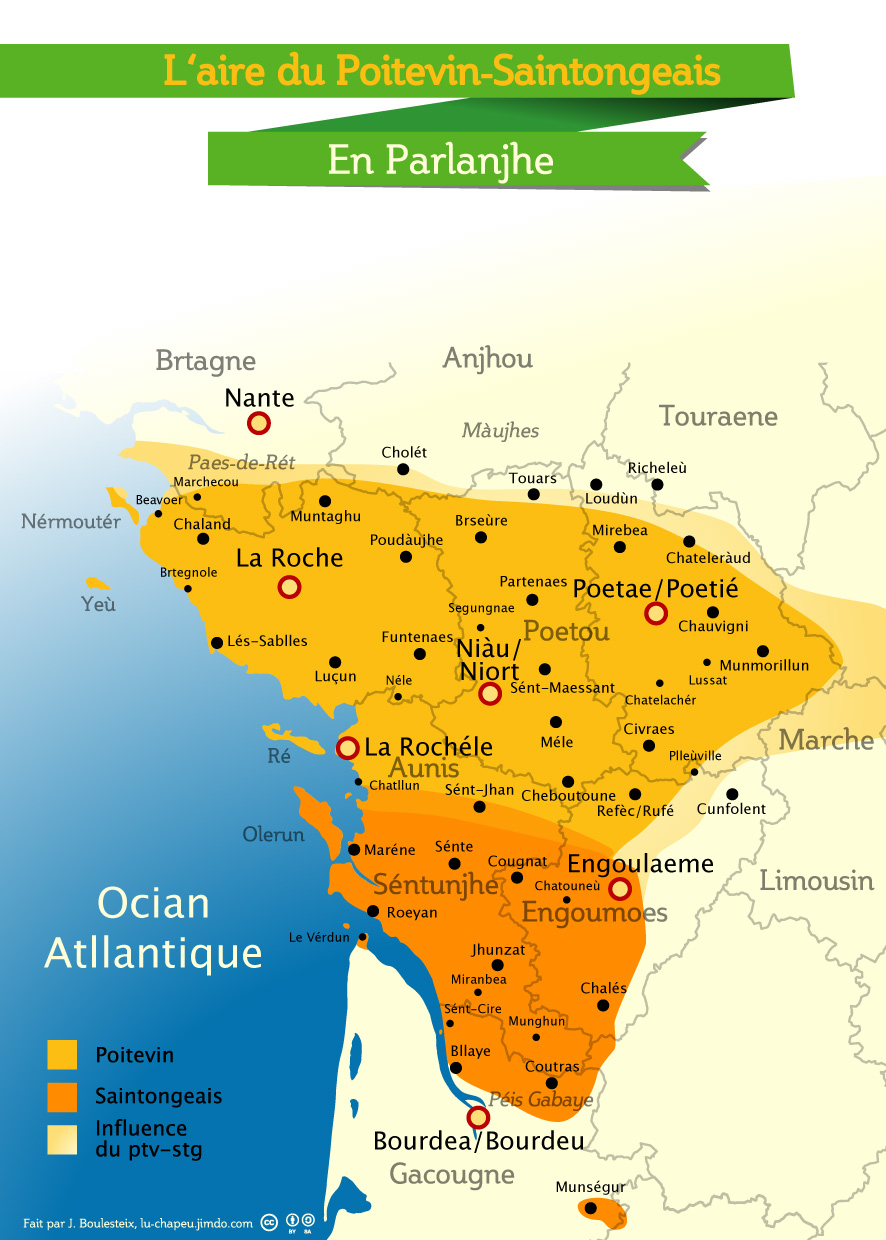
El peitoví i el espaci linguistic peitoví-saintongès (grafia normalizada)

Entre gener de 2007 i gener de 2010 el peitoví va aparèixer en la llista de llengües de França, llengua d'oïl, al web de la Delegació General per a l'idioma francès i les llengües de França (DGLFLF), igual que el saintongès i desaparegué el peitoví-saintongès. Tanmateix, a principis de 2010 el peitoví-saintongès reaparegué a la llista de llengües de França, llengües d'oïl, al web de la Delegació General per a l'idioma francès i les llengües de França (DGLFLF) sota l'expressió "peitoví-saintongès [en les seves dues varietats: peitoví i saintongès]".

## Antiguitat
El peitoví és una llengua d'oïl fortament emparentada amb el francès del qual hi ha un bon nombre de texts com els de La Gente poitevinerie, recull de monòlegs i cançons del 1572. També compta alguns autors en peitoví, com Ulysse Dubois de Deux-Sèvres.

## Gramàtica
En la gramàtica peitovina, el je (jo) sovint és reemplaçat per Y (J'ai vu passer un oiseau esdevé Y ai vu passer un oiseau), que pot provocar confusions a les persones no habituades a la parla peitovina, que el poden confondre amb il (ell; això).

## Vocabulari
- A bin couillon : expressió de sorpresa ("i bé colló")
- A'c'tantôt : fins aquest vespre
- A çhés fàetes : adéu (passeu-ho-bé)
- A tae : adéu (bon dia, salut)
- Aneu o astor (à'c't'heure) : avui ara
- Acafouir : fr. recroqueviller
- Aeve : aigua
- Affutiot : nyicris
- Barrer la porte : tancar la porta amb clau
- Berdasser : parlar massa
- Beution : noi
- Biger : petonejar
- Bitard : esparver, ocell de rapinya
- Bordoirer : bruta
- Bouerretter : fer girar el cap
- Buffer : cop
- Caberlot : crani
- Chaille : pedra petita
- Cheub : cabra
- Cheu : caigut
- Chin : gos
- Couasse (poule) : gallina lloca
- Drôle, drôlière : infant
- Erabinaille : mitja jornada de feina
- S'ébernaudir : és diu del temps que es preveu dolent
- Éloise : llampec
- Fillatre : net
- Garocher o arrocher : llançar
- Garouille : moresc
- Godaille : vi a la sopa
- Grôle : corb
- Jaille : escombraries
- Jouasse : feliç
- Lisette o rapiette : llangardaix
- Marienne : migdiada
- Mougeasse : noia atrevida
- Niacouet : nen malalt
- Routin : camí
- Since : tovalló
- Zire : fàstic

## Història
La llengua peitovina ha estat molt estudiada gràcies a la presència a Poitiers d'una Universitat de Llengües, que encara avui dia forma lingüistes.

## Controvèrsia
Vegeu Controvèrsia del peitoví-saintongès